# Nationalpark Serra da Bocaina
Der Nationalpark Serra da Bocaina, amtlich portugiesisch Parque Nacional da Serra da Bocaina (PNSB, PARNA Serra da Bocaina) ist Teil des gleichnamigen Gebirgszuges Serra da Bocaina, der São Paulo und Rio de Janeiro miteinander verbindet. Bocaina, was auf Tupi-Guarani „Wege in die Höhe“ heißt, erstreckt sich vom Meeresspiegel bis ins hohe Bergland, wo mit dem Pico do Tira Chapéu (2200 m) der höchste Punkt erreicht wird.
Während im unteren Teil des Naturparks dichter atlantischer Regenwald mit Bäumen bis zur Höhe von 40 m existieren, wird die Pflanzenwelt in den höheren Lagen des Nationalparks Bocaina zunehmend aufgelockerter. Im Anschluss an einen Mischwald mit zahlreichen Araukarien liegen oberhalb von 2000 m die sogenannten Campos de Altitude (Montanes Grasland).
Der höchste Berggipfel des Nationalparks ist der Tira-Chapéu (2200 m). Die Flora dieses Gebietes ist sehr vielfältig neben den Araukarien und Pinienwäldern im Hochland gibt es unterhalb von 1600 m im tropischen Regenwald viele Orchideen und Bromelienarten. Unter den geschützten Tieren des Parks sind Brüllaffen, Tapire, Otter, Capivara, viele Schlangenarten und diverse geschützte Vogelarten (Macuco, Inhambus).
Im Jahr 2019 wurde der Park, zusammen mit der Altstadt von Paraty und anderen Parks der Region als Paraty und Ilha Grande – Kultur und Biodiversität, von der UNESCO zum Welterbe erklärt.